# Strange Little Birds
| Críticas profissionais | Críticas profissionais |
| Pontuações agregadas   | Pontuações agregadas   |
| Fonte                  | Avaliação              |
| ---------------------- | ---------------------- |
| Metacritic             | (75/100)               |
| Avaliações da crítica  |                        |
| Fonte                  | Avaliação              |
| Allmusic               | [ 2 ]                  |
| NME                    | [ 3 ]                  |
| Pitchfork Media        | [ 4 ]                  |
| Rolling Stone          | [ 5 ]                  |

Strange Little Birds é o sexto álbum de estúdio da banda de rock norte-americana Garbage, lançado em 10 de junho de 2016. É o segundo álbum do grupo lançado pelo seu próprio selo, Stunvolume. O comunicado de imprensa do álbum descreve Strange Little Birds como "um registro cinematográfico arrebatador de um clima unificado: escuridão".
A respeito do álbum, a vocalista Shirley Manson disse, "o princípio orientador foi mantê-lo atualizado e confiar no instinto tanto liricamente quanto musicalmente"; "Para mim, esse álbum, curiosamente, tem mais a ver com o primeiro álbum do que qualquer um dos discos anteriores. Está voltando ao espaço de espírito do começo". Manson descreveu Strange Little Birds como um disco "romântico". Manson esclareceu mais tarde: "O que quero dizer com romance, na verdade, é vulnerabilidade. Eu costumava sentir tanto medo, e acho que era por isso que eu era tão agressiva - mas estou muito mais disposta a admitir fraquezas do que antes". Cada música, diz ela, aborda "diferentes pontos da minha vida entre mim e uma pessoa que amei. Eles são os pontos quentes da minha vida, quando eu estava com medo, ou vulnerável, ou não me comportei na minha melhor maneira”. O baterista Butch Vig disse que o álbum é uma partida para a banda, mais sombrio e mais "cinematográfico e atmosférico".
A abordagem de Manson ao tema lírico veio de sua percepção de uma ausência de escuridão nas tendências culturais pop atuais. "Sinto que a paisagem musical ultimamente tem sido incrivelmente feliz, brilhante e pop. Todos estão na frente o tempo todo, dançando o mais rápido que podem, sorrindo o máximo que podem, trabalhando em sua marca. Ninguém nunca diz: 'Na verdade,  estou perdido e não tenho a mínima ideia do que vou fazer com o resto da minha vida e estou com medo.' “Não há nenhuma música pop otimista”, diz Vig. “Mesmo "Empty", que tem um som de guitarra grande e hino, tem letras bem dark".

## Faixas
1. "Sometimes" - 2:52
2. "Empty" - 3:54
3. "Blackout" - 6:32
4. "If I Lost You" - 4:11
5. "Night Drive Loneliness" - 5:24
6. "Even Though Our Love Is Doomed" - 5:26
7. "Magnetized" - 3:54
8. "We Never Tell" - 4:25
9. "So We Can Stay Alive" - 6:01
10. "Teaching Little Fingers to Play" - 3:58
11. "Amends" - 6:04

Faixa bônus
1. "FWY (Fucking with You)" - 4;44